# Raoul Laparra
Raoul Laparra, volledige naam Raoul Louis-Felix-Émile-Marie Laparra, (Bordeaux, 13 mei 1876 - Boulogne-Billancourt, 4 april 1943) was een Franse componist van Baskische afkomst. Zijn composities worden gezien het schoolvoorbeeld van het Franse Hispanisme uit de vroege 20e eeuw.

## Levensloop
Op jonge leeftijd bleek Laparra een virtuoos pianist. Op negenjarige leeftijd gaf hij zijn eerste pianoconcert. Twee jaar later op elfjarige leeftijd begon Laparra met zijn studie aan het Conservatoire de Paris. Hier krijg hij lessen van onder andere André Gedalge, Jules Massenet, Gabriel Fauré en Albert Lavignac. Op 27-jarige leeftijd in 1903 won Laparra met zijn cantate Alyssa de Prix de Rome binnen de categorie compositie, een aanmoedigingsprijs voorzien van een studiebeurs met het doel een tijdig verblijf in Rome te bekostigen. Laparra verbleef vervolgens voor een jaar in Rome. 
Laparra was 30 jaar lang actief als muziekcriticus voor de tijdschriften Le Ménestrel en Le Matin en gaf na zijn afstuderen les aan het Conservatoire de Paris. Onder zijn studenten bevonden zich Claude Champagne en Cemal Reşit Rey. Spaanse en Baskische volksmuziek dienden als fundament voor zijn composities.
Tijdens een geallieerde luchtaanval in 1943, gedurende de Tweede Wereldoorlog, stierf Raoul nabij Parijs in Boulogne-Billancourt. Hij ligt begraven in Chézy-sur-Marne.

## Geselecteerde Werken
- Peau d’âne (opera, 1899)
- La habanera (1908)
- La Jota (1911)
- Valse Lente (1911)
- Rhythmes Espagnols (1913)
- Un dimanche Basque (1922)
- Le joueur de viole (1925)
- Il tango a la Malanguena (?)

- Bibsys: 8022698
- Biblioteca Nacional de España: XX1412602
- Bibliothèque nationale de France: cb14810025n (data)
- CiNii: DA1277226X
- Gemeinsame Normdatei: 134864093
- International Standard Name Identifier: 0000 0001 1985 2172
- Library of Congress Control Number: no89000450
- Nationale Bibliotheek van Letland: 000184023
- MusicBrainz: 60998e4d-6805-4b14-8df5-bd658fb1ddc7
- Nationale Bibliotheek van Tsjechië: jn20010601285
- Nationale bibliotheek van Australië: 35424488
- Nationale Bibliotheek van Israël: 987007286978605171
- Nederlandse Thesaurus van Auteursnamen: 07434174X
- Réseau des bibliothèques de Suisse occidentale: 02-A005954079
- Istituto Centrale per il Catalogo Unico: LO1V173798
- Système universitaire de documentation: 080110703
- Trove: 947891
- Virtual International Authority File: 61813201
- WorldCat: E39PBJcgCmMJjccwPqj9BvppT3